# Piaski (Nowa Wieś)
Piaski – część wsi Nowa Wieś w Polsce, położona w województwie podkarpackim, w powiecie niżańskim, w gminie Nisko.
W latach 1975–1998 Piaski administracyjnie należały do województwa tarnobrzeskiego.